# Ana Marcela Cunha
Ana Marcela Cunha (Salvador, 23 maart 1992) is een Braziliaans zwemster, gespecialiseerd op de open water marathon. In 2011 en 2015 werd zij wereldkampioen op de 25 kilometer open water marathon. Op de Olympische Zomerspelen van 2008 werd ze als zestienjarige 5e op de 10km open water marathon.
Op de Olympische Zomerspelen van Tokio in 2021 pakt ze de Olympische titel op het onderdeel openwaterzwemmen.
2008: Larisa Iltsjenko ·
2012: Éva Risztov ·
2016: Sharon van Rouwendaal ·
2020: Ana Marcela Cunha ·
2024: Sharon van Rouwendaal